# Германска империя
Вижте пояснителната страница за други значения на Германска империя.
Германска империя (на немски: Deutsches Reich) е историческа държава, съществувала от обединението на Германия през 1871 г. до абдикацията на кайзер Вилхелм II през ноември 1918 г., когато Германия става федерална република (Ваймарска република).
Създаването на единната германска държава в центъра на Европа е удар срещу интересите на Франция и Австро-Унгария. То е съпроводено с бурно стопанско, търговско и военно развитие на новата империя. През 1913 г. Германия става втората по население държава в Европа след Русия. Година по-късно, страната е втора по производство на въглища на континента след Великобритания и първи производител на стомана в Европа (по-голям дори от Великобритания, Франция и Русия взети заедно).
Германската империя участва и в колониалното разделяне на Африка. Германски стават днешните Камерун, Намибия, Того и Танзания. Колониалната експанзия се съпътства с бързо разрастване на германския военен флот. В годините непосредствено преди Първата световна война немският флот е вече втори по големина след английския.

## Състав
- Кралства („Königreiche“)
  - Бавария („Bayern“)
  - Прусия („Preußen“)
  - Саксония („Sachsen“)
  - Вюртемберг („Württemberg“)

- Велики херцогства („Großherzogtümer“)
  - Баден
  - Хесен („Hessen“)
  - Мекленбург-Шверин
  - Мекленбург-Щрелиц
  - Олденбург
  - Сакс-Ваймар-Айзенах („Sachsen-Weimar-Eisenach“)

- Херцогства („Herzogtümer“)
  - Анхалт
  - Брауншвайг („Braunschweig“)
  - Сакс-Алтенбург („Sachsen-Altenburg“)
  - Сакс-Кобург-Гота („Sachsen-Coburg und Gotha“)
  - Сакс-Майнинген („Sachsen-Meiningen“)

- Княжества („Fürstentümer“)
  - Липе
  - Ройс-Гера („Reuß jüngere Linie“)
  - Ройс-Грайц („Reuß ältere Linie“)
  - Шаумбург-Липе
  - Шварцбург-Рудолщат
  - Шварцбург-Зондерсхаузен
  - Валдек-Пирмонт

- Свободни градове („Freie Hansestädte“)
  - Бремен
  - Хамбург
  - Любек

- Други:
  - Имперска територия Елзас-Лотарингия („Reichsland Elsaß-Lothringen“)